# Mega Man III (Game Boy)
Mega Man III, в Японии известная под названием Rockman World 3 (яп. ロックマンワールド Роккуман Ва:рудо 3), — третья часть серии игр Mega Man для портативной консоли Game Boy. Впервые игра была выпущена 11 декабря 1992 года в Японии.

## Геймплей
После прохождения первых четырёх боссов (Snake Man, Gemini Man, Shadow Man, Spark Man) игроку демонстрируется небольшая заставка, в которой Мегамена можно видеть перед замком. В среднем уровне Мегамен уничтожает квадратичного одноглазого робота. Затем Мегамен телепортируется и собирается уничтожить оставшуюся четверку роботов.
После уничтожения следующих четырёх боссов Мегамену придётся сразиться с Punk'ом — ещё одним боссом. После уничтожения и этого босса игроку предстоит пройти уровень, в конце которого он встретится с финальным боссом — доктором Вайли. После победы над доктором Вайли игроку демонстрируется заставка — доктор Вайли падает на колени и просит у Мегамена прощения, однако Мегамен отказывается его простить, в результате чего Вайли консервируется в капсулу и спускает замок под землю и улетает на НЛО.

## Отзывы
| Иноязычные издания | Иноязычные издания |
| Издание            | Оценка             |
| ------------------ | ------------------ |
| AllGame            | [ 1 ]              |
| EGM                | 8/10               |
| ONM                | 7,2/10             |

Mega Man III для Game Boy получил положительные отзывы.